# معلول

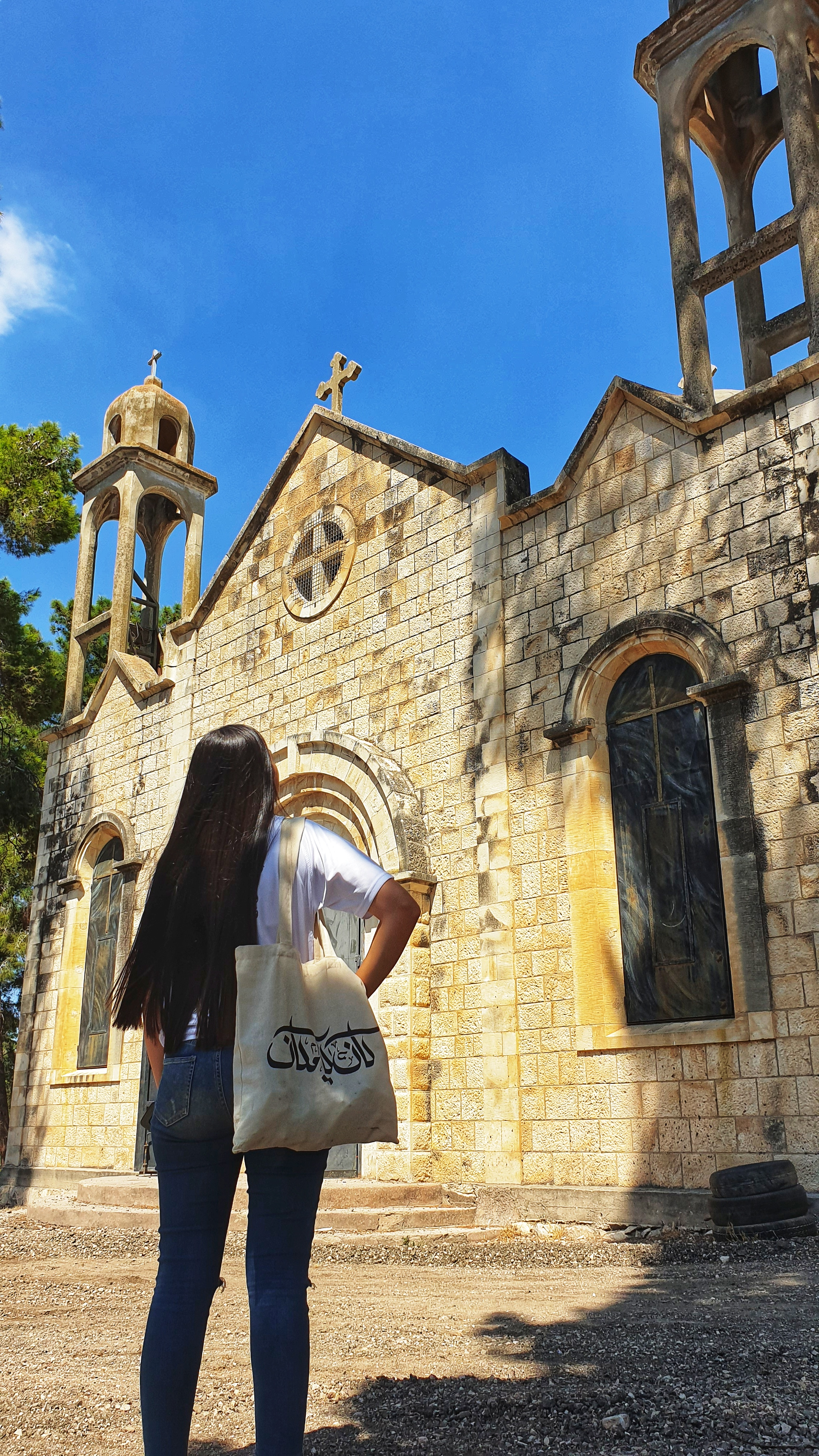
القرية المهجرة عام 2019.

معلول قرية فلسطينية تقع في قضاء الناصرة هجر اهلها في احداث النكبة عام 1948.

## القرية قبل الاحتلال
كانت القرية تنهض على الطرف الشمالي لوادي المجيدل قبالة قرية المجيدل (التي تبعد 2 كلم إلى الجنوب). وكان في جوار معلول نبعان: أحدهما في الشمال الشرقي، والآخر في الشمال الغربي. وكانت طريق فرعية تربط القرية بطريق الناصرة- حيفا العام، الذي كان يمر على مسافة قصيرة إلى الجنوب الشرقي من موقعها. ومن الجائز أن تكون معلول أنشئت في موقع قرية معلول التي يعود تاريخها إلى أيام الرومان, والتي عرفها الصليبيون لاحقا باسم مولا. في سنة 1596, كانت معلول قرية في ناحية طبريا (لواء صفد), وعدد سكانها 77 نسمة. وكانت تؤدي الضرائب على عدد من الغلال كالقمح والشعير, بالإضافة إلى عناصر أخرى من الإنتاج والمستغلات كالماعز وخلايا النحل. 
في أواخر القرن التاسع عشر كان ثمة بالقرب من القرية مباشرة ضريح روماني فخم سمي آنذاك قصر الدير. وكانت معلول نفسها قرية مبنية بالطوب وقائمة على تل. وكان سكانها الذين قدر عددهم ب 280 نسمة يزرعون 42 فدانا (الفدان= 100- 250 دونما). 
في أوائل القرن العشرين, لم يكن سكان معلول يملكون الأرض التي يزرعونها، وإنما كانوا يستأجرونها من عائلة سرسق البيروتية، التي كانت اقتنت الأرض سابقا، والتي كانت تعيش في بيروت. في سنة 1921, باع آل سرسق ارض القرية, ما خلا 2000 دونم، إلى شركة صهيونية هي (شركة تطوير أراضي فلسطين). ولم تكن مساحة الألفي دونم الباقية كافية للقيام بأود سكان القرية, لذلك وافقت الشركة، نزولا عند طلب حكومة الانتداب, على أن تؤجر 3000 دونم إضافية لسكان القرية حتى سنة 1927. وكان سكان القرية الخيار في أن يبتاعوا هذه الدونمات الثلاثة الآلاف قبل نهاية عقد الإيجار. 
في سنة 1927 تقدم محام يمثل سكان القرية بدعوى أنهم يريدون شراء الأرض، لكن الشركة قالت إنهم قصروا في استعمال حقهم في الشراء وإن ملكية الأرض انتقلت إلى الصندوق القومي اليهودي( الذي كان نظامه الداخلي يحظر عليه أية أرض اقتناها). ويبدو أن حكومة الانتداب لم تعترف بأن على أن تمدد الشركة عقد الإيجار حتى سنة 1931. وقد وافقت الشركة على القيام بذلك بصورة غير رسمية (وكأنها ما زالت تمتلك الأرض), لكنها لم تحرر عقدا رسميا في هذا الشأن. أما بالنسبة إلى سكان القرية فلم يكن من الواضح قط، في أرجح الظن، من هو مالك الأرض حقا، ولا إلى أي اجل سيظل عقد الإيجار قائما. 
في سنة 1931, طالب الصندوق القومي اليهودي ببدل الإيجار، وساق سكان القرية إلى المحكمة فرد السكان بدعوى مضادة قائلين أنهم ما زالوا يملكون الحق في شراء الأرض. كما قالوا إن لهم حقا في رعي مواشيهم في بقعة أخرى من الأرض، غربي القرية كان الصندوق القومي اليهودي اشتراها. وقد تطاول زمن القضية إلى أن اقترحت الحكومة حلا وسطا في سنة 1937 وذلك بان يعطي الصندوق القومي اليهودي قطعة من الأرض كبيرة إلى حد يفي بحاجات سكان القرية, على أن تعطي الحكومة الصندوق القومي قطعة ارض مساوية تقع إلى الجنوب من مدينة بيسان, ثم تؤجر الحكومة الأرض القريبة من معلول لسكان القرية. 
لكن مشروع التقسيم في سنة 1937 والكتاب الأبيض في سنة 1939 جمدا عملية مبادلة الأرض تلك لأنهما فرضا قيودا على نقل ملكية الأراضي في جوار بيسان. وحصل الصندوق القومي اليهودي, في نهاية الأمر، على وثيقة قانونية تثبت امتلاكه الأرض ببقعة أخرى. ومع أن الصندوق القومي لم يحاول أن يزرع الأرض (التي ظل سكان معلول يستعملونها) فقد استمر في المطالبة ببدل الإيجار، إلى أن طلب في سنة 1945 طرد سكان القرية. وتحاشيا لسفك الدماء، عمدت الحكومة إلى إحياء المفاوضات في سنة 1946. وقد تكللت هذه المفاوضات الجديدة بالنجاح إذا وافق الصندوق القومي اليهودي على التنازل عن 3700 دونم من الأرض القريبة من معلول، لقاء 5433 دونما من الأرض في جوار بيسان. 
ومن نكد حظ سكان معلول أن هذا الاتفاق كان عصيا على التنفيذ ذلك بان الأرض المجاورة لبيسان، التي عرضت على الصندوق القومي اليهودي, كانت موضوع نزاع شديد بين الصهيونيين والفلسطينيين. فقد استولى المتعدون الصهيونيين على 3000 دونم من تلك الأرض، وذلك بوضع اليد عليها وبناء المستعمرات فيها. وردا على التعدي الصهيوني, قام سكان قرية أم عجرة بحراثة 600 دونم، وزعموا الحق في امتلاكها وإن لم يكن في أيديهم وثائق تثبت ذلك. فلما حاول الصهيونيين أن يستولوا على الأرض القريبة من بيسان لاقوا مقاومة شديدة. ولم يتم التوصل حتى أيار\ مايو 1947 إلى أي حل لهذه المشكلة. 
ولا توضح المصادر كيف تأثير سكان معلول بذلك. والظاهر إن الصندوق القومي اليهودي سمح فعلا لسكان القرية بدخول الأرض المذكورة وحرثها وان الحكومة استملكتها لكن لما كان الصندوق القومي تعذر عليه امتلاك الأرض التي وعد بها [قرب بيسان] فمن الجائز انه ظل يطالب بحقه في أرض معلول. 
أما منازل معلول، فقد كانت شديدة التحلق بعضها حول بعض ومبنية بالحجارة والطين أو بالحجارة والاسمنت أو بالخرسانة. وكان سكانها يتألفون من 490 مسلما و 200 مسيحي. وكان في القرية مسجد وكنيستان يتزودون مياه الاستخدام المنزلي من الينابيع والآبار. وكانوا يعملون أساسا في الزراعة, ويعنون أولا بزراعة الحبوب والزيتون الذي كانوا يعتصرون منه الزيت بمعصرة يدوية. في 1944 \1945 , كان ما مجموعه 784 دونما مخصصا للحبوب، و 650 دونما مرويا أو مستخدما للبساتين. وكان سكان معلول يهتمون بتربية المواشي أيضا. والضريح الفخم الذي كان في جوار القرية، في القرن التاسع عشر, دليل واضح على أن الموضع كان آهلا في زمن الرومان. وكان ثمة في موقع القرية أيضا آثار أسس أبنية دارسة وقبور.

## احتلال القرية وتطهيرها عرقيا
استنادا إلى المؤرخ الإسرائيلي بني موريس فقد كانت معلول من جملة قرى الجليل الأسفل التي احتلت في المرحلة الثانية من عملية ديكل، فهو يقول إنها احتلت قبل يوم واحد من الاستيلاء على الناصرة في 15 تموز\ يوليو 1948. لكن تقريرا لليونايتد برس، حرر في ذلك التاريخ، يذكر أن معلول احتلت قبل ذلك بيوم واحد. ويشير موريس إلى أن القرية أخليت من سكانها كلهم، وان منازلها سويت بالأرض .

## القرية اليوم
موقع القرية مغطى بغابة صنوبر غرسها الصندوق القومي اليهودي, وأهداها لذكرى بعض أعيان اليهود وبعض الأمريكيين والأوروبيين من غير اليهود. وثمة قاعدة عسكرية في الموقع أيضا. ولا يزال المسجد قائما، ومثله الكنيستان. ويستعمل سكان كيبوتس كفار هحوريش هذه الأماكن الثلاثة، بين الفينة والفينة، زرائب للبقر. وثمة معمل بلاستيك إسرائيلي في أحد المواضع بين موقع القرية وموقع المجيدل يطل على وادي الحلبي وينبت الصبار وشجر الزيتون والتين في أرجاء الموقع، وتتبعثر أكوام الحجارة فيه. وفي الإمكان مشاهدة بعض الأضرحة في مقبرة المسلمين، قرب المسجد كما لا يزال هناك في موقع القرية نفسه، بقايا بعض المنازل.
تم الحصول على تصريح للاحتفال الرسمي بثاني أيام عيد الفصح لدى الطوائف المسيحية وتحولت المناسبة إلى احتفال شعبي سنوي يحتفل به جميع سكان القرية وعائلاتهم.

## المغتصبات الصهيونية على اراضي القرية
يذكر بني موريس إن مستعمرة تيموريم أنشئت عند معلول في حزيران \ يونيو 1948, أو في الشهر الذي سبق احتلالها. وهذا التاريخ المبكر لتأسيس هذه المستعمرة ربما يكون دليلا على أنها أقيمت على أراض تابعة للقرية، لا في موقع القرية نفسه. ويذكر معجم بلدان إسرائيلي إن مستعمرة تيموريم (123487) قد أنشئت أصلا قريبا من موقع القرية، لكنها نقلت لاحقا إلى موضع آخر ( 127124) شمالي كريات غات. 
وكان ثمة مزرعة تدريب تدعى تيمرات ( 171234) بالقرب من موقع القرية في الخمسينات، بعد أن أحلت محل مستعمرة من موقع القرية في الخمسينات، هجرت في وقت لاحق. وقد وضعت الوكالة اليهودية مشاريع لإعادة بناء مستعمرة تيمرات ( 172234) في أواخر السبعينات, وأكملت العمل على وضعها في سنة 1983. وبحلول سنة 1988, كان 862 يهوديا يقيمون هناك. وهي تبعد 1,5 كلم إلى الغرب من موقع القرية، ويقع جزء منها على أراضي القرية. وقد أقيمت قاعدة عسكرية على أراضي القرية. أما مستعمرة كفار هحوريش( 176234) التي أسست في سنة 1933 إلى الغرب من القرية، ومستعمرة مجدال هعيمك ( 172231) التي أسست في سنة 1952 إلى الجنوب الغربي من القرية، فهما على أراض كانت تابعة لقرية المجيدل.

## وصلات خارجية
- وثائقي معلول تحتفل بدمارها لميشيل خليفة عام 1985.